# 交響曲第4番 (ホヴァネス)
交響曲第4番 (Symphony No.4, for Wind Orchestra) Op. 165は、アラン・ホヴァネスが作曲した吹奏楽のための交響曲である。

## 概要
1958年12月13日に書き上げられ、1959年夏、ロバート・A・ブードロー指揮アメリカン・ウィンド・シンフォニー・オーケストラ（AWSO）により初演された。曲はウィリアム・スナイダー3世（William P. Snyder III）に捧げられている。管打楽器のための曲ではあるものの、既存の吹奏楽作品でみられる、管弦楽でヴァイオリンが担うパートをクラリネットに置き換える手法は用いず、金管のウェイトが高い作品に仕上がっている。

## 楽器編成
編成は弦五部を欠く。また初演団体の編成に合わせた結果、通常の吹奏楽とも異なりサクソフォン群やユーフォニアムを含まない。1957年に設立されたASWOの最初の委嘱作の一つであり、ホヴァネスはのちにも交響曲第7番と第14番をこの楽団のために作曲している。
フルート3（または6）、オーボエ2（6）、イングリッシュ・ホルン（2）、クラリネット2（6）、コントラファゴット、トランペット2（6）、ホルン1（2）、トロンボーン4（6）、チューバ、打楽器4（ティンパニ、シンバル、タムタム、鉄琴、大太鼓、マリンバ、木琴、チャイム、タムタム、ゴング、ヴィブラフォン）、ハープ

## 楽曲構成
3楽章からなる。全曲で約20分。
第1楽章 Andante - Allegro
作曲者は「賛歌とフーガ」（Hymn and Fugue）と呼んでいる。トロンボーンの合奏で始まり、ハープの反復音を伴ったバスクラリネットがモノローグを奏する。ここでは単音で加わる打楽器が東洋的な趣を醸し出す。続いてトロンボーンが3/8拍子と3/4拍子の交替からなるコラール動機を奏し、コントラファゴットの独奏につながる。ホルンがコラールを奏した後、トロンボーンに始まるアレグロのフーガで曲を閉じる。
第2楽章 Senza misura - Allegretto
[19＋20]/8拍子で表記されたマリンバ独奏で開始される。 三部形式の中間部となる「舞曲」は、ハープの反復の上でオーボエとクラリネットに現れる楽想と、ヴィブラフォンを伴いファゴットが提示する楽想とで構成されている。楽章の最後はシロフォンの独奏で締めくくられる。
第3楽章 Andante espressivo - Allegro maestoso
ふたたび「賛歌とフーガ」とされている。4つの主題からなり、第1の主題はホルンとチューバに現れ、第2の主題はトロンボーンのコラールが奏する。第3の主題は躍動的なもので、2本のトロンボーンの上でほかの2本が演奏する。これがクライマックスに発展した後、鐘を模した打楽器が響くなかアレグロ・マエストーソのフーガに移行する。